# 塞氏鱂
塞氏鱂為輻鰭魚綱鯉齒目鯉齒亞目鯉齒鱂科鱂屬的其中一種，分布於中美洲墨西哥Nuevo Leon流域，體長可達7公分，棲息在植被稀疏、泥底質的溪流，已滅絕。

## 擴展閱讀
維基物種上的相關：塞氏鱂